# Sokol Çikalleshi
Sokol Çikalleshi, född 27 juli 1990 i Kavaja, är en albansk fotbollsspelare som spelar för den turkiska klubben Konyaspor och för Albaniens herrlandslag i fotboll. Çikalleshi spelar som anfallare och är känd för sin förmåga att göra mål och sin förmåga i luftrummet.

## Klubbkarriär
Çikalleshi debuterade professionellt i sin hemstad Kavaja för hemmaklubben Besa Kavaja 2007. Han spelade för klubben mellan 2007 och 2013 och hann göra 56 matcher och 11 mål. Under sin period i klubben var han även utlånad till Skënderbeu Korçë, KF Tirana och den sydkoreanska klubben Incheon United FC. 
2013 skrev Çikalleshi på för Kategoria Superiore-klubben FK Kukësi. Där spelade han 30 matcher och gjorde 17 mål vilket gjorde att Gianni De Biasi, manager för Albaniens herrlandslag, fick upp ögonen för honom. Även den kroatiska klubben RNK Split uppmärksammade Çikalleshis förmågor och värvade honom 2014 för 100 000 Euro. Säsongen 2014/2015 var han Splits bästa målgörare med 13 mål i alla matchtyper innan han skrev på för den turkiska klubben İstanbul Başakşehir 2015. Övergångssumman uppgavs vara 1,8 miljoner Euro. 
Den 17 januari 2019 skrev han på för Akhisar.

## Landslagskarriär
I maj 2014 kallades han för första gången upp till Albaniens landslagstrupp av Gianni De Biasi. Han debuterade den 31 maj i en match mot Rumänien. Efter debuten har han tagit en fast plats i landslagstruppen.